# Николаев (город, Львовская область)
Никола́ев (укр. Микола́їв) — город в Стрыйском районе Львовской области Украины. Административный центр Николаевской городской общины. Определённые периоды был райцентром.

## История

### Первые поселения
Древнейшие поселения человека 45,5 тыс. лет и представлены зимним поселением в скальной пустоте Прийма І и 30—20 тыс. лет охотничьим лагерем Дроговиж. Благодаря благоприятным естественным условиям на территории Николаевщины, человек проживал здесь и в мезолите, который датируется IX—IV тыс. до нашей эры. Уже известно 9 поселений этого типа в районе современных сел Верин, Крупсько, Прийма и Раделичи.
На территории района известно 15 поселений эпохи энеолита (III тыс. к н. э.) в районе сел Бельче, Верин, Горное, Колодец, Крупско, Прийма, Раделичи, Рудники и Тростянец. К І тысячелетию нашей эры на территории района относится 9 поселений близ сел Верин, Учреждение, Крупско, Рудники и Тужановцы и два сокровищ римских монет в с. Стольско и г. Николаев.

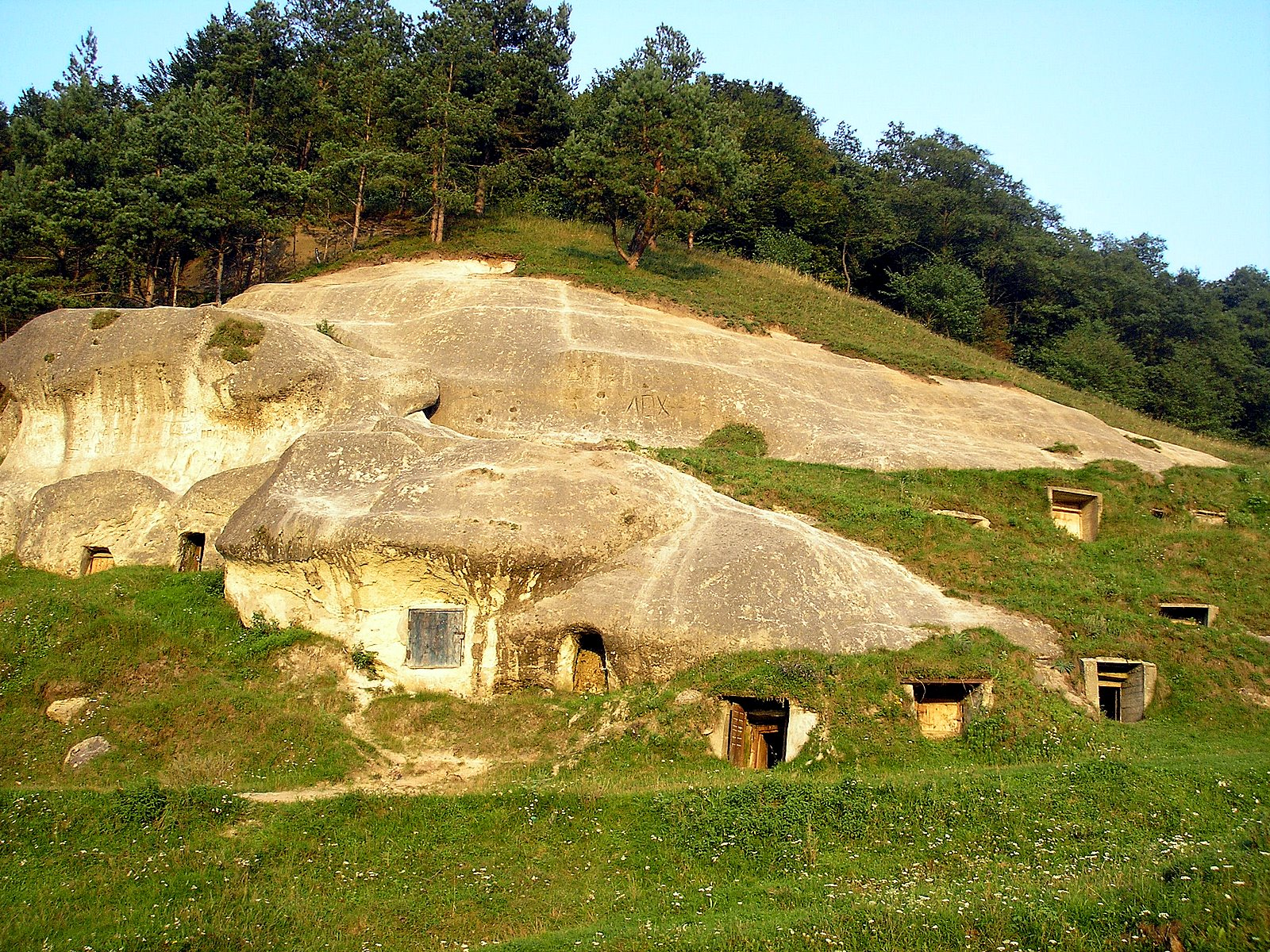
Стольское городище

В VI ст. территория района вошла в состав Великой Хорватии, в VIII—IX ст. столица которой, возможно, находилась в Стольско (Стольское городище), а главное святилище (требище) — в Илове. В 981—992 годах княжества хорватов были присоединены к Киевской Руси великим князем Владимиром Святославовичем. В ходе этих войн Стольско было разрушено и больше не поднялось до уровня города.

### XIII—XV ст.
В 1241 году монгольские войска прошли территорией района, уничтожив почти все населённые пункты. В ходе этого погрома и погибло поселение городского типа, которое было на склонах Окружной горы (позднее — Дроговиж). Николаевская земля возродилась в составе Перемышльского княжества.
В феврале 1387 года поляки заняли эти земли. Началась раздача земель польским феодалам и их сторонникам (Волковичам, Ходоровским). В 1403—1408 годах привилегии на городское право получил Вербиж, куда призвали селиться польских и немецких колонистов.

### XVI—XVII ст.
В 1570 году польский король Сигизмунд Август дал грамоту шляхтичу Николаю Тарлу на учреждение города вблизи Дроговижа. В честь основателя город получил название Николаев.
В то время главным занятием населения были земледелие, животноводство, ремесло и торговля. Согласно королевской привилегии в Николаеве 2 раза на год проводились ярмарки, а раз в неделю — по вторникам — базары. Николаевские ремесленники объединялись в цеха. В конце XVI столетия были цеха гончаров, сапожников, пекарей, скотобойщиков.
В 1599 году началось восстание жителей Николаева. Повстанцы напали на городскую ратушу, захватили городских старшин и шляхтича и отрубили им головы. С этих пор на краю Николаева стоит могила с памятным крестом, в которой похоронен шляхтич Адам Рзецкий.
В течение XV—XVIII столетий огромный вред населению нанесли грабительские нападения крымских татар. В 1498 году отрядами крымского хана были сожжены села Розвадов, Дроговиж, Верин, Устье и прочие.
Большой вред населению Николаева и окружающих сел был нанесён в 1620 году — после того, как польское войско было разгромлено под Цецорой в Молдавии, их разграбили татарские отряды.

### В составе Австрийской империи (1772—1914)
После первого раздела Речи Посполитой в 1772 году город вошёл в состав Австрийской империи. Правительство помогало переселению немецких колонистов на эти земли. Так на землях с. Добряны была основана немецкая колония Дорнфельд (теперь село Тернополье), а в с. Красов — колонию Рейхенбах.
В 1773 году Дроговижское староство, в которое входили Николаев и 9 сел, которые были расположены вокруг, было внесено в роспись государственных имений и оценено в 153 180 золотых римских. В 1820 году это староство купил польский граф Станислав Скарбек за 178 630 золотых римских. Он стал фактическим хозяином Николаева. Теперь жители города должны были платить как государственные налоги, так и платежи в пользу графа за то, что пользовались землёй, пастбищами, пасеками. Жители предместья должны были выполнять барщину.
Скарбек был одним из богатейших людей в Австрийской империи. Он был основателем приюта для сирот и постаревших, выделял значительные средства на его содержание. Почти половина земель, значительная часть лесов, пастбищ и сенокосов на территории Николаевщины принадлежала земельным магнатам.
В 1914 году австрийцы проводят строительство укреплений по линии Роздол — Верин — Николаев — Дроговиж. Строительство крепости на окраине Николаева, которая должна была прикрывать дороги на Карпаты прекратилось после обнаружения этого факта русской разведкой. В настоящее время ещё можно найти подземные ходы с выходами на околотки, прорубленные в скале.
В ходе первой мировой войны в конце августа 1914 года Николаев заняли наступавшие русские войска Юго-Западного фронта.

### 1918—1939
После распада Австро-Венгерской империи в начале ноября 1918 года в Галиции была провозглашена Западно-Украинская Народная Республика. Николаев от польских войск обороняла Львовская бригада УГА, которой командовал А. Бизанц. 18 мая 1919 года Николаев был занят польскими войсками.
В августе 1920 года части Первой конной армии РККА вступили на земле Николаевщины. Красноармейцы выбили поляков с железнодорожной станции Николаев-Дроговиж и захватили большие трофеи.
В соответствии с подписанным 18 марта 1921 года Рижским мирным договором город остался в составе Польши.
В 1920е — 1930е здесь развивалась мелкая промышленность, производство извести, кафеля, кирпича, гончарной посуды.

### В Украинской ССР
14 ноября 1939 года Николаев вошёл в состав Украинской Советской Социалистической Республики Союза Советских Социалистических Республик, был национализирован известково-кафельный завод, ремесленные мастерские, мельницы, магазины, пекарни. В январе 1940 года был создан Николаевский район в составе Дрогобычской области. С февраля 1940 года начал работать исполком районного Совета депутатов трудящихся.
Весной 1940 года между Дроговижем, Розвадовом и Николаевом началось строительство цементного завода. Этому оказывали содействие богатые залежи известняка и глины.
22 июня 1941 года началась Великая Отечественная война 1941—1945 годов. Жизнь города перестраивалась на военный лад.
1 июля 1941 года город был оккупирован немецкими войсками.
29 июля 1944 года освобождён советскими войсками 1-го Украинского фронта в ходе Львовско-Сандомирской наступательной операции 13.07-29.08.1944 г.: 38-й армии — 304-й сд (полковник Гальцев, Александр Степанович) 52-го ск (генерал-майор Бушев, Сергей Михайлович).
В августе 1944 года восстановлен Николаевский район в составе Дрогобычской области. С декабря 1962 года Николаев вошёл в состав Жидачевского района.
С 6 декабря 1966 года образован Николаевский район в составе Львовской области с центром в г. Николаеве.

## Население
По данным переписи 2001 года, украинцы составляли 97,53 % населения Николаева, русские — 1,74 %.

### Языковой состав
Родной язык населения по данным переписи 2001 года:
| Язык       | Численность, чел. | Доля     |
| ---------- | ----------------- | -------- |
| Украинский | 14 554            | 98,44 %  |
| Русский    | 204               | 1,38 %   |
| Другое     | 26                | 0,18 %   |
| Итого      | 14 784            | 100,00 % |

Украинский язык является основным и единственным официальным языком города.

## Достопримечательности
- Памятник Адаму Рзевскому.

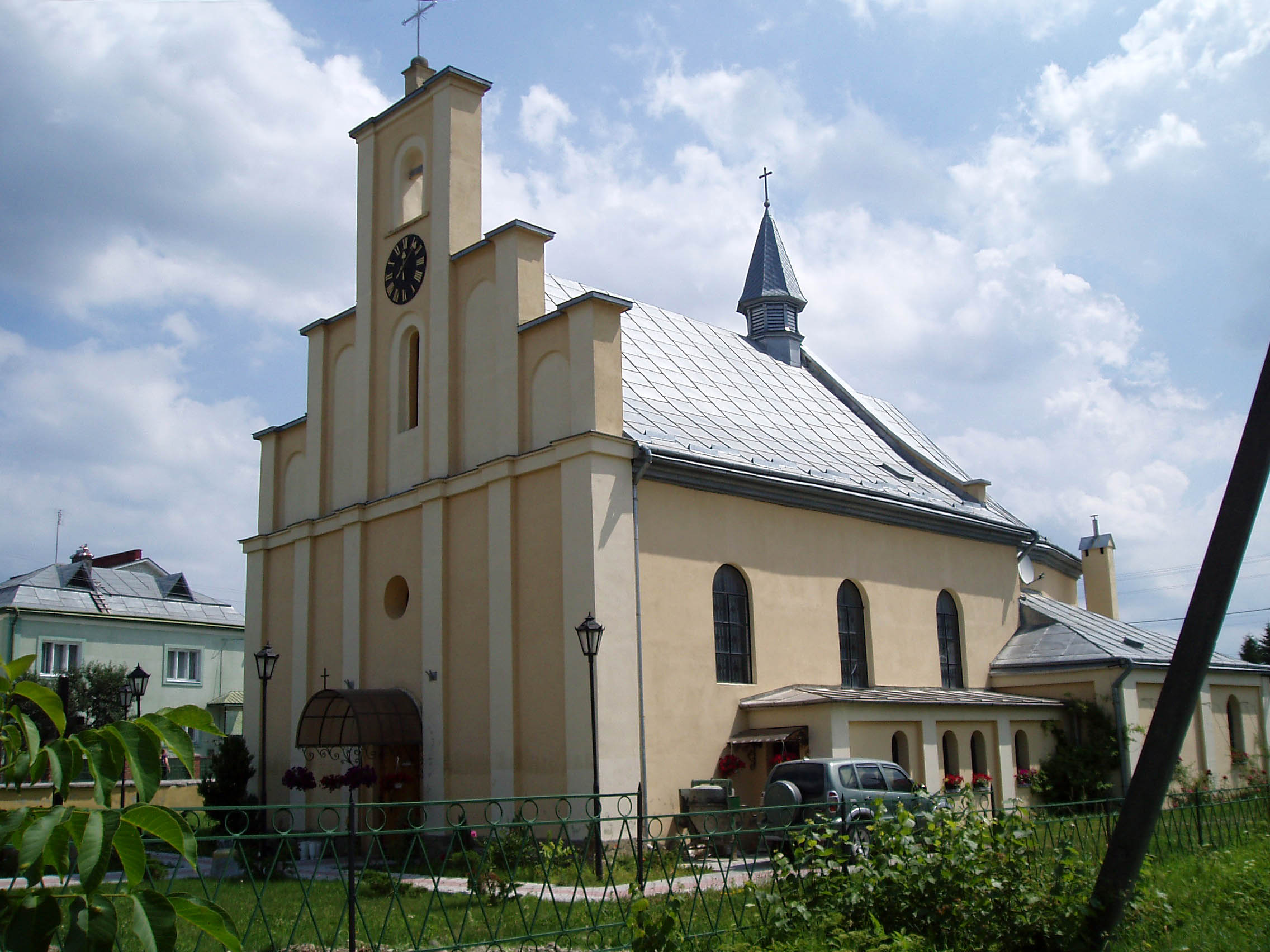
Костёл святого Николая

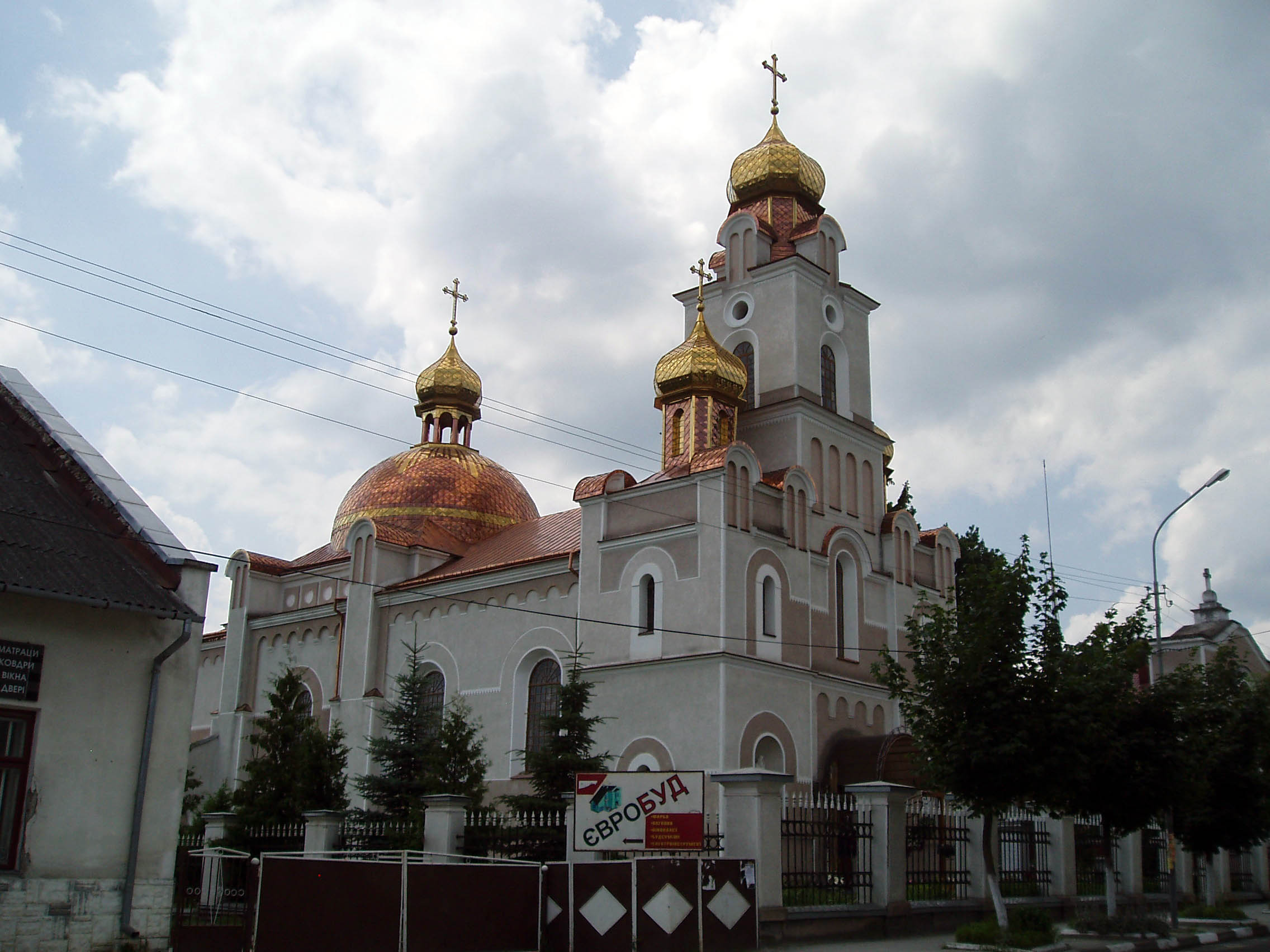
Церковь святого Николая

Поставлен на выезде из города на старом тракте Перемышль-Галич на могиле шляхтича А. Рзевского, который погиб 26 мая 1599 г. во время стычки с мещанами г. Николаева, выступавшими за свои права, против произвола владельца города Ю. Мнишка. Памятник изготовлен в мастерской львовского скульптора Себастьяна Чешека, который имел скульптурную мастерскую в Николаеве.
- Костёл святого Николая.

Построен в 1607—1636 гг., освящён в 1636 г, реставрировался в начале XI ст., в 1874, 1959, 1988—1991, 2000—2003 гг.
- Церковь святого Николая, архиепископа Мирликийского.

Заложена в 1848 г. на месте одноимённой деревянной церкви, построенной в 1733 г. на месте первой церкви, построенной около 1570 г. Освящена в 1874 г. митрополитом Иосифом Сембратовичем. Иконостас работы мастера церковной живописи Теофила Копыстянского (1844—1916). Фресковая роспись работы Корнила Устияновича.
- Церковь святого Михаила Архангела.

Нынешнее здание церкви закончено в 1860 г. на средства николаевского ремесленника Григория Юрика. На этом месте стояла деревянная церковь, построенная до 1616 г. и отреставрированная в 1726 г.
- Замок графа С. Скарбека.

Построен в 1850—1875 гг. на средства графа С.Скарбека для сиротского приюта, основанного в 1840 г. Часть приюта размещалась в самом городе, где теперь находится профессионально-технический лицей. В замке и приюте работали композитор Д. Сичинский (1865—1909) в 1888—1898 гг. (1896—1898 гг. как капельмейстер) и известный скульптор М. Мегеденюк (1842—1912). При замке сохранился парк.